# Peter Rösel
Peter Rösel, né à Dresde le 2 février 1945, est un pianiste allemand.

## Biographie
Il commence ses études de piano à la Hochschule für Musik Carl Maria von Weber de Dresde, avec Ingeborg Finke-Siegmund. Il se perfectionne ensuite au Conservatoire de Moscou avec Dmitri Bachkirov et Lev Oborine. En 1963, il remporte le 2e prix du Concours international Robert Schumann, à Zwickau, puis, en 1966, le 6e prix au Concours international Tchaïkovski de Moscou (il devint ainsi le premier lauréat allemand de cette prestigieuse compétition), et deux ans plus tard, en 1968, le 2e prix du Concours de Montréal.
On lui doit de nombreux enregistrements, parus essentiellement chez le label Berlin Classics : intégrale des sonates de Beethoven, intégrale de l’œuvre pour piano de Brahms, intégrale des Concertos de Rachmaninov avec Kurt Sanderling et l'orchestre symphonique de Berlin. 
En novembre 2019, Peter Rösel fait un retour sur la scène musicale parisienne en donnant salle Gaveau son premier récital en France depuis les années 1970[réf. nécessaire].